# Локнянський район
Локнянський район (рос. Локнянский район) — муніципальне утворення у складі Псковської області, Російська Федерація.
Адміністративний центр — селище міського типу Локня. Район включає 7 муніципальних утворень.

## Населені пункти
- Павлове